# Międzymoście
Międzymoście – część wsi Kobiernice w Polsce, położona w województwie śląskim, w powiecie bielskim, w gminie Porąbka.
W latach 1975–1998 Międzymoście położone było w województwie bielskim.